# 東北地方のダム一覧
東北地方のダム一覧（とうほくちほうのダムいちらん）は、 東北地方（青森県、岩手県、宮城県、秋田県、山形県、福島県）にあるダムを都道府県別にまとめたものである。

## 東北地方のダム一覧

### 青森県
- 浅虫ダム (あさむし-だむ)
- 浅瀬石川ダム (あせいしがわ-だむ)
- 飯詰ダム (いいづめ-だむ)
- 一の渡ダム (いちのわたり-だむ)
- 大穴ダム (おおあな-だむ)　：　廃止・解体 ( 二庄内ダム )
- 大和沢ダム (おおわさわ-だむ)
- 小田川ダム (おだがわ-だむ)
- 沖浦ダム (おきうら-だむ)　：　水没 ( 浅瀬石川ダム )
- 奥戸ダム (おこっぺ-だむ)
- 川内ダム (かわうち-だむ)
- 小泊ダム (こどまり-だむ)
- 駒込ダム (こまごめ-だむ)
- 作田ダム (さくだ-だむ)
- 指久保ダム (さしくぼ-だむ)
- 清水目ダム (しみずめ-だむ)
- 下湯ダム (しもゆ-だむ)
- 四和ダム (しわ-だむ)
- 新小戸六ダム (しんこどろく-だむ)
- 相馬ダム (そうま-だむ)
- 津刈ダム (つがり-だむ)
- 津軽ダム (つがる-だむ)
- 天間ダム (てんま-だむ)
- 遠部ダム (とおべ-だむ)
- 夏坂ダム (なつさか-だむ)
- 浪岡ダム (なみおか-だむ)
- 二庄内ダム (にしょうない-だむ)
- 二の倉ダム (にのくら-だむ)
- 花木ダム (はなき-だむ)
- 早瀬野ダム (はやせの-だむ)
- 久吉ダム (ひさよし-だむ)
- 本郷ダム (ほんごう-だむ)
- 本郷川ダム (ほんごうがわ-だむ)
- 又木戸ダム (またきど-だむ)
- 目屋ダム (めや-だむ)
- 世増ダム (よまさり-だむ)
- 和田ダム (わだ-だむ)

- 田の沢溜池 (たのさわ-ためいけ)

### 岩手県
- 相川ダム (あいかわ-だむ)
- 荒沢１号ダム (あらさわいちごう-だむ)
- 荒沢２号ダム (あらさわにごう-だむ)
- 荒沢３号ダム (あらさわさんごう-だむ)
- 胆沢ダム (いさわ-だむ)
- 石淵ダム (いしぶち-だむ)
- 石羽根ダム (いしばね-だむ)
- 一方井ダム (いっかたい-だむ)
- 入畑ダム (いりはた-だむ)
- 鶯宿ダム (おうしゅく-だむ)
- 大沢ダム (おおさわ-だむ)
- 大志田ダム (おおしだ-だむ)
- 大野ダム (おおの-ダム)
- 金越沢ダム (かなごえざわ-だむ)
- 岩洞ダム (がんどう-だむ)
- 葛丸ダム (くずまる-だむ)
- 鍬沢ダム (-だむ)
- 煙山ダム (けむやま-だむ)
- 御所ダム (ごしょ-だむ)
- 衣川１号ダム (ころもがわだいいち-だむ)
- 衣川２号ダム (ころもがわだいに-だむ)
- 衣川３号ダム (ころもがわだいさん-だむ)
- 衣川４号ダム (ころもがわだいよん-だむ)
- 衣川５号ダム (ころもがわだいご-だむ)
- 山王海ダム (さんのうかい-だむ)
- 四十四田ダム (しじゅうしだ-だむ)
- 瀬月内ダム (せつきない-だむ)
- 千貫石ダム (せんがんいし-だむ)
- 千松ダム (せんまつ-だむ)
- 外桝沢ダム (そとますざわ-だむ)
- 外山ダム (そとやま-だむ)
- 滝ダム (たき-だむ)
- 滝沢ダム (-だむ)
- 鷹生ダム (たこう-だむ)
- 田瀬ダム (たせ-だむ)
- 津付ダム (つづき-だむ)
- 綱取ダム (つなとり-だむ)
- 遠野ダム (とおの-だむ)
- 遠野第二ダム (とおのだいに-だむ)
- 豊沢ダム (とよさわ-だむ)
- 中ノ沢ダム (なかのさわ-だむ)
- 苗代沢ダム (なわしろざわ-だむ)
- 根石ダム (ねいし-だむ)
- 早池峰ダム (はやちね-だむ)
- 日向ダム (ひなた-だむ)
- 普代ダム (ふだい-だむ)
- 増沢ダム (ますざわ-だむ)
- 矢櫃ダム (やびつ-だむ)
- 簗川ダム (やながわ-だむ)
- 雪谷川ダム (ゆきやがわ-だむ)
- 湯田ダム (ゆだ-だむ)
- 湯田貯砂ダム (ゆだちょさ-だむ)
- 綾里川ダム (りょうりがわ-だむ)
- レン滝ダム (れんたき-だむ)

- 岩崎農場溜池 (いわさきのうじょう-ためいけ)
- 大沢堤 (おおさわ-づつみ)
- 佐比内溜池 (さひない-ためいけ)
- 橇引沢溜池 (そりひきざわ-ためいけ)
- 大明神堤 (-)
- 田沢溜池 (たざわ-ためいけ)
- 時戸沢溜池 (ときとざわ-ためいけ)

### 宮城県
- 相川ダム (あいかわ-だむ)
- 青下第１ダム (あおしただいいち-だむ)
- 青下第２ダム (あおしただいに-だむ)
- 青下第３ダム (あおしただいさん-だむ)
- 荒砥沢ダム (あらとざわ-だむ)
- 牛野ダム (うしの-だむ)
- 漆沢ダム (うるしざわ-だむ)
- 大倉ダム (おおくら-だむ)
- 嘉太神ダム (かだいじん-だむ)
- 釜房ダム (かまふさ-だむ)
- 上大沢ダム (かみおおさわ-だむ)
- 川内沢ダム (かわうちさわ-だむ)
- 川原子ダム (かわらご-だむ)
- 岩堂沢ダム (がんどうさわ-だむ)
- 栗駒ダム (くりこま-だむ)
- 化女沼ダム (けじょぬま-だむ)
- 小田ダム (こだ-だむ)
- 七ヶ宿ダム (しちかしゅく-だむ)
- 宿の沢ダム (しゅくのさわ-だむ)
- 惣の関ダム (そうのせき-だむ)
- 田川ダム (たがわ-だむ)
- 田川第二ダム (-だむ)
- 樽水ダム (たるみず-だむ)
- 筒砂子ダム (つつさご-だむ)
- 長沼ダム (ながぬま-だむ)
- 七北田ダム (ななきた-だむ)
- 鳴子ダム (なるこ-だむ)
- 花川ダム (はなかわ-だむ)
- 花渕ダム (-だむ)
- 花山ダム (はなやま-だむ)
- 払川ダム (はらいかわ-だむ)
- 二ッ石ダム (ふたついし-だむ)
- 保野川ダム (ほのかわ-だむ)
- 南川ダム (みなみかわ-だむ)
- 南川鞍部ダム (みなみかわあんぶ-だむ)
- 宮床ダム (みやとこ-だむ)
- 村田ダム (むらた-だむ)
- 山梨ダム (やまなし-だむ)

- 愛子溜池 (あやし-ためいけ)
- 孫沢溜池 (まごさわ-ためいけ)

### 秋田県
- 相野々ダム (あいのの-だむ)
- 旭川ダム (あさひかわ-だむ)
- 旭川治水ダム (あさひかわちすい-だむ)
- 赤沢ダム (あかざわ-だむ)
- 板戸ダム (いたど-だむ)
- 一丈木ダム (いちじょうぎ-だむ)
- 岩神ダム (いわがみ-だむ)
- 岩見ダム (いわみ-だむ)
- 餌釣だむ (えつり-だむ)
- 大内ダム (おおうち-だむ)
- 大深ダム (おおぶか-だむ)
- 大松川ダム (おおまつかわ-だむ)
- 鹿倉ダム (かぐら-だむ)
- 潟尻第１ダム (かたじりだいいち-だむ)
- 柄沢第１号ダム (からさわだいいちごう-だむ)
- 協和ダム (きょうわ-だむ)
- 倉狩沢ダム (くらかりさわ-だむ)
- 葛ヶ沢ダム (くずがさわ-だむ)
- 黒森川第１ダム (くろもりがわだいいち-だむ)
- 小羽広ダム (こはびろ-だむ)
- 真山１号ダム (しんざんいちごう-だむ)
- 神代ダム (じんだい-だむ)
- 菅の沢ダム (すがのさわ-だむ)
- 杉ノ沢ダム (すぎのさわ-だむ)
- 砂子沢ダム (すなこざわ-だむ)
- 素波里ダム (すばり-だむ)
- 外の沢ダム (そとのさわ-だむ)
- 滝川ダム (たきかわ-だむ)
- 玉川ダム (たまがわ-だむ)
- 鳥海ダム (ちょうかい-だむ)
- 天狗沢沼ダム (てんぐさわぬま-だむ)
- 長沼ダム (ながぬま-だむ)
- 夏瀬ダム (なつせ-だむ)
- 成瀬ダム (なるせ-だむ)
- 南外ダム (なんがい-だむ)
- 萩形ダム (はぎなり-だむ)
- 羽根川ダム (はねかわ-だむ)
- 早口ダム (はやくち-だむ)
- 藤倉ダム (ふじくら-だむ)
- 仏沢ダム (ほとけざわ-だむ)
- 松倉ダム (まつくら-だむ)
- 水沢ダム (みずさわ-だむ)
- 皆瀬ダム (みなせ-だむ)
- 森吉ダム (もりよし-だむ)
- 森吉山ダム (もりよしざん-だむ)
- 八塩ダム (やしお-だむ)
- 八面沢ダム (やつらざわ-だむ)
- 山瀬ダム (やませ-だむ)
- 湯の沢ダム (ゆのさわ-だむ)
- 淀川ダム (よどかわ-だむ)
- 鎧畑ダム (よろいはた-だむ)
- 六ヶ村ダム (ろっかむら-だむ)

- 大滝沢溜池 (おおたきさわ-ためいけ)
- 大堤 (おお-づつみ)
- 大由沢溜池 (おおよしざわ-ためいけ)
- 金沢溜池 (かねざわ-ためいけ)
- 猿田沢溜池 (さるたさわ-ためいけ)
- 釈迦池 (しゃか-いけ)
- 袖ヶ沢堤 (そでがさわ-つつみ)
- 滝の沢溜池 (たきのさわ-ためいけ)
- 不動池 (ふどう-いけ)
- 別所溜池 (べっしょ-ためいけ)
- 堀田溜池 (ほった-ためいけ)
- 箒田溜池 (ほうきでん-ためいけ)
- 松峰溜池 (まつみね-ためいけ)
- 明永溜池 (みょうえい-ためいけ)
- 湯の沢溜池 (ゆのさわ-ためいけ)
- 吉田溜池 (よしだ-ためいけ)

### 山形県
- 赤芝ダム (あかしば-だむ)
- 温海川ダム (あつみがわ-だむ)
- 荒沢ダム (あらさわ-だむ)
- 一の沢ダム (いちのさわ-だむ)
- 月光川ダム (がっこうがわ-だむ)
- 月山ダム (がっさん-だむ)
- 上郷ダム (かみごう-だむ)
- 神室ダム (かむろ-だむ)
- 烏川ダム (からすがわ-だむ)
- 管野ダム (かんの-だむ)
- 木川ダム (きかわ-だむ)
- 木地山ダム (きじやま-だむ)
- 銀山川ダム (ぎんざんがわ-だむ)
- 小以良川ダム (こいらがわ-だむ)
- 蔵王ダム (山形県) (ざおう-だむ)
- 寒河江ダム (さがえ-だむ)
- 三の俣ダム (さんのまた-だむ)
- 菖蒲川ダム (しょうぶがわ-だむ)
- 白石山ダム (しらいしやま-だむ)
- 白川ダム (山形県) (しらかわ-だむ)
- 白水川ダム (しろみずがわ-だむ)
- 新落合ダム (しんおちあい-だむ)
- 新鶴子ダム (しんつるこ-だむ)
- 高坂ダム (たかさか-だむ)
- 田沢川ダム (たざわがわ-だむ)
- 立谷沢川第一ダム (たちやざわがわだいいち-だむ)
- 堤沢ダム (つつみざわ-だむ)
- 綱木川ダム (つなきがわ-だむ)
- 鶴沢ダム (つるさわ-だむ)
- 塔の沢ダム (とうのさわ-だむ)
- 留山川ダム (とめやまがわ-だむ)
- 長井ダム (ながい-だむ)
- 長谷地第二ダム (ながやちだいに-だむ)
- 生居川ダム (なまいがわ-だむ)
- 引竜第二ダム (ひきりゅうだいに-だむ)
- 伏熊ダム (ふしくま-だむ)
- 梵字川ダム (ぼんじがわ-だむ)
- 前川ダム (まえかわ-だむ)
- 前田ダム (まえだ-だむ)
- 桝沢ダム (ますざわ-だむ)
- 水ヶ瀞ダム(元) (みずがとろ-だむ)　(別名)月山沢ダム (つきやまざわ-だむ)　：　水没 ( 寒河江ダム )
- 水ヶ瀞ダム(再) (みずがとろ-だむ)　(旧名)新水ヶ瀞ダム (しんみずがとろ-だむ)
- 水窪ダム (山形県) (みずくぼ-だむ)
- 三又ダム (みつまた-だむ)
- 最上小国川ダム (もがみおぐにがわ-だむ)
- 本沢ダム (山形県) (もとさわ-だむ)
- 八久和ダム (やくわ-だむ)
- 簗沢ダム (やなさわ-だむ)
- 横川ダム (山形県) (よこかわ-だむ)

- 馬神溜池 (うまがみ-ためいけ)
- 小山ヶ沢溜池 (こやまがさわ-ためいけ)
- 杉沢溜池 (すぎさわ-ためいけ)
- 洗馬丁溜池 (せんばちょう-ためいけ)
- 楯山溜池 (たてやま-ためいけ)
- 堂見沢溜池 (どうみさわ-ためいけ)
- 蛭沢溜池 (びるさわ-ためいけ)
- 藤田溜池 (ふじた-ためいけ)
- 古室堤 (ふるむろ-つつみ)
- 平田溜池 (へいた-ためいけ)
- 松沢溜池 (まつざわ-ためいけ)

### 福島県
- 赤坂ダム (あかさか-だむ)
- 旭ダム (あさひ-だむ)
- 泉川ダム (いずみかわ-だむ)
- 犬神ダム (いぬがみ-だむ)
- 今出ダム (-だむ)
- 入山ダム (いりやま-だむ)
- 上田ダム (うえだ-だむ)
- 大内ダム (おおうち-だむ)
- 大柿ダム (おおがき-だむ)
- 大川ダム (おおかわ-だむ)
- 大笹生ダム (おおざそう-だむ)
- 大蔵ダム (おおぞう-だむ)
- 大滝根ダム (おおたきね-だむ)
- 大津岐ダム (おおつまた-だむ)
- 大鳥ダム (おおとり-だむ)
- 大岐ダム (おおまた-だむ)
- 大深沢ダム (おおふかさわ-だむ)
- 荻ダム (おぎ-だむ)
- 奥只見ダム (おくただみ-だむ)
- 片門ダム (かたもん-だむ)
- 上野尻ダム (かみのじり-だむ)
- 岩部ダム (がんべ-だむ)
- 木戸ダム (きど-だむ)
- 黒森ダム (くろもり-だむ)
- 桑原ダム (くわはら-だむ)
- 鴻の巣ダム (こうのす-だむ)
- 小玉ダム (こだま-だむ)
- 小塚ダム (こづか-だむ)
- こまちダム (こまち-だむ)
- 坂下ダム (さかした-だむ)
- 四時ダム (しとき-だむ)
- 信夫ダム (しのぶ-だむ)
- 下北沢ダム (しもきたざわ-だむ)
- 新郷ダム (しんごう-だむ)
- 新宮川ダム (しんみやかわ-だむ)
- 摺上川ダム (すりかみがわ-だむ)
- 関柴ダム (せきしば-だむ)
- 千五沢ダム (せんござわ-だむ)
- 高柴ダム (たかしば-だむ)
- 高の倉ダム (たかのくら-だむ)
- 滝ダム (たき-だむ)
- 滝川ダム (たきかわ-だむ)
- 岳ダム (だけ-だむ)
- 田子倉ダム (たごくら-だむ)
- 田島ダム (たじま-だむ)
- 只見ダム (ただみ-だむ)
- 鉄山ダム (てつざん-だむ)
- 栃沢ダム (とちざわ-だむ)
- 西郷ダム (にしごう-だむ)
- 日中ダム (にっちゅう-だむ)
- 羽鳥ダム (はとり-だむ)
- 冷田沢ダム (ひえたざわ-だむ)
- 東山ダム (ひがしやま-だむ)
- 風兼ダム (ふがね-だむ)
- 藤倉ダム (ふじくら-だむ)
- 藤沼ダム (ふじぬま-だむ)
- 二岐ダム (ふたまた-だむ)
- 舟子ダム (ふなこ-だむ)
- 蓬萊ダム (ほうらい-だむ)
- 堀川ダム (ほっかわ-だむ)
- 本名ダム (ほんな-だむ)
- 松ヶ房ダム (まつがぼう-だむ)
- 真野ダム (まの-だむ)
- 三ッ森ダム (みつもり-だむ)
- 三春ダム (みはる-だむ)
- 宮川ダム (みやかわ-だむ)
- 宮下ダム (みやした-だむ)
- 毛戸ダム (もうど-だむ)
- 柳津ダム (やないづ-だむ)
- 山郷ダム (やまさと-だむ)
- 山の入ダム (やまのいり-だむ)
- 谷室沢ダム (やむろざわ-だむ)
- 横川ダム (よこかわ-だむ)
- 吉ヶ平ダム (よしがだいら-だむ)
- 龍生ダム (りゅうい-だむ)
- 六郎沼ダム (ろくろうぬま-だむ)

- 一盃盛溜池 (いっぱいもり-ためいけ)
- 金沢調整池 (かねざわ-ちょうせいち)
- 金沢調整池副堤 (かねざわ-ちょうせいち-ふくてい)
- 沢入堤 (さわいり-つつみ)
- 新池 (しん-いけ)
- 千軒平溜池 (せんげんだいら-ためいけ)
- 高柴調整池 (たかしば-ちょうせいち)
- 舘山溜池 (たてやま-ためいけ)
- 深田調整池 (ふかだ-ちょうせいち)
- 万右エ門溜池 (まんうえもん-ためいけ)
- 南原池 (みなみはら-いけ)
- 無量溜池 (むりょう-ためいけ)